# リガスーパーマーケット屋根崩落事故
リガスーパーマーケット屋根崩落事故は、ラトビアの首都リガ市ゾリトゥーデ区に存在したスーパーマーケットの屋根が2013年11月21日に突然崩壊した事故。二次災害に巻き込まれた消防隊員を含め50人以上の死者を出した。

## 経緯
2013年11月21日午後6時頃、夕刻の買い物客でにぎわうスーパーマーケット・マキシマの屋根が突然崩落。多数の買い物客が落ちてきた天井の下敷きとなった。リガ市の消防隊員は、直ちに現場に駆けつけ救助活動を開始したが、屋根が再び拡大崩壊し、救助活動中の複数の隊員が犠牲となった。死者・行方不明者数が50人以上となり、ラトビア国内において過去最大級の惨事となったことから、政府は同月23日から3日間の服喪を宣言した。また同27日にはドンブロウスキス首相が「悲劇の政治的責任を取る」として辞任を表明した。

## 原因
崩落の原因は調査中であるが、事故直前のスーパーマーケットの屋上は陸屋根のスペースを利用し、土で覆われた屋上庭園や子供の遊び場になっていた。屋上に庭園を造る作業が行われていたとの地元メディアの報道もある
。ラトビア内相の「建築基準の遵守に問題があったことは明白」とのコメントもあり、崩落の原因は建物の構造上の欠陥、設計、施工上のミスなどが有力視されている。